# Бодианы
Бодианы (лат. Bodianus) — род лучепёрых рыб из семейства губановых. Максимальная длина тела представителей разных видов варьирует от 5,9 до 80 см.
Представители рода распространены в тропических прибрежных водах Атлантического, Индийского и Тихого океанов, а также в некоторых умеренных областях. Только ареалы B. frenchii и B. flavipinnis полностью ограничены умеренными и субтропическими областями у берегов юга Австралии и Новой Зеландии. Несколько видов, включая B. perditio and B. vulpinus распространены  по обе стороны от экватора.

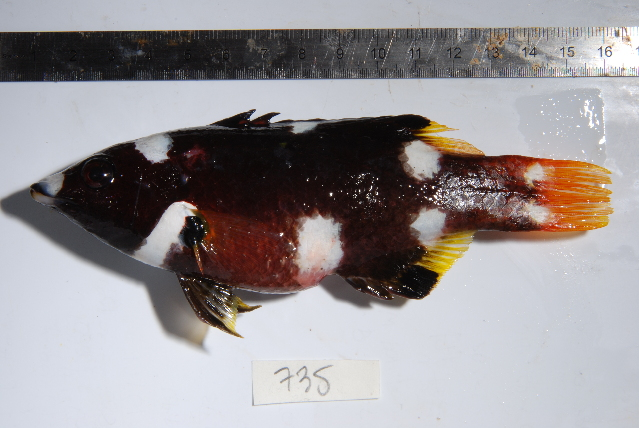
Самка Bodianus axillaris

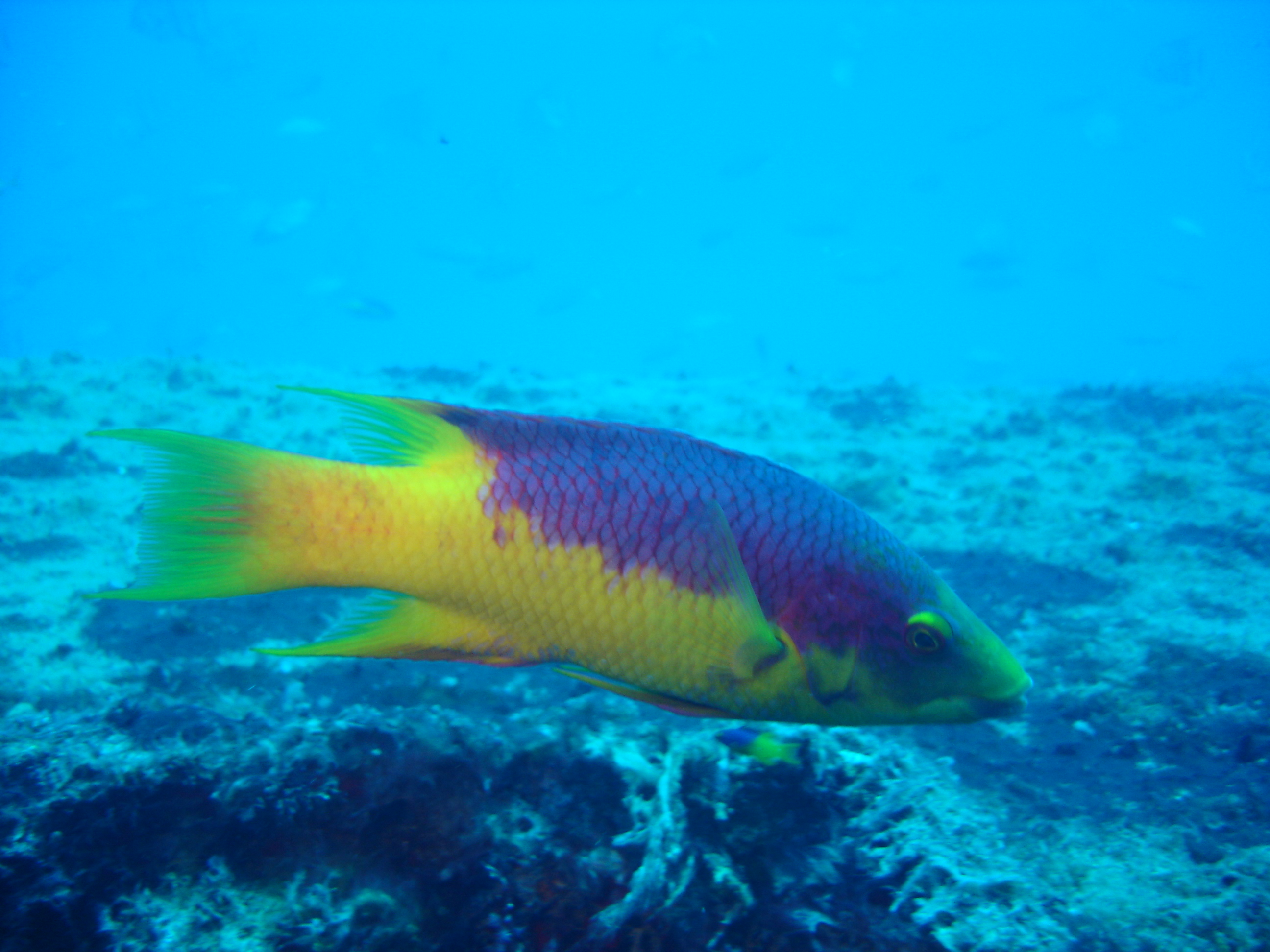
Bodianus rufus

## Классификация
В состав рода включают 45 видов:
- Bodianus albotaeniatus (Valenciennes, 1839)
- Bodianus anthioides (Bennett, 1832)
- Bodianus atrolumbus (Valenciennes, 1839)
- Bodianus axillaris (Bennett, 1832) — Чернопятнистый бодиан
- Bodianus bathycapros M. F. Gomon, 2006
- Bodianus bennetti Gomon & F. M. Walsh, 2016[3]
- Bodianus bilunulatus (Lacépède, 1801)
- Bodianus bimaculatus G. R. Allen, 1973
- Bodianus busellatus Gomon, 2006
- Bodianus cylindriatus (Tanaka, 1930)
- Bodianus diana (Lacépède, 1801)
- Bodianus dictynna Gomon, 2006
- Bodianus diplotaenia (Gill, 1862)
- Bodianus eclancheri (Valenciennes, 1846)
- Bodianus flavifrons Gomon, 2001
- Bodianus flavipinnis Gomon, 2001
- Bodianus frenchii (Klunzinger, 1879)
- Bodianus insularis Gomon & Lubbock, 1980
- Bodianus izuensis Araga & Yoshino, 1975
- Bodianus leucosticticus (Bennett, 1832)
- Bodianus loxozonus (Snyder, 1908)
- Bodianus macrognathos (R. E. Morris, 1974)
- Bodianus macrourus (Lacépède, 1801)
- Bodianus masudai Araga & Yoshino, 1975
- Bodianus mesothorax (Bloch & Schneider, 1801)
- Bodianus neilli (Day, 1867)
- Bodianus neopercularis Gomon, 2006
- Bodianus opercularis (Guichenot, 1847)
- Bodianus oxycephalus (Bleeker, 1862)
- Bodianus paraleucosticticus Gomon, 2006
- Bodianus perditio (Quoy & Gaimard, 1834) — Золотопятнистый бодиан
- Bodianus prognathus Lobel, 1981
- Bodianus pulchellus (Poey, 1860)
- Bodianus rubrisos Gomon, 2006
- Bodianus rufus (Linnaeus, 1758)
- Bodianus sanguine (Jordan & Evermann, 1903)
- Bodianus scrofa (Valenciennes, 1839)
- Bodianus sepiacaudus Gomon, 2006
- Bodianus solatus Gomon, 2006
- Bodianus speciosus (S. Bowdich, 1825)
- Bodianus tanyokidus Gomon & Madden, 1981
- Bodianus thoracotaeniatus Yamamoto, 1982
- Bodianus trilineatus (Fowler, 1934)
- Bodianus unimaculatus (Günther, 1862)
- Bodianus vulpinus (Richardson, 1850)